# 제13회 세자르상
제13회 세자르상의 시상식에 관한 내용이다. 1987년 최고의 프랑스 영화에 수여되는 시상식으로 1988년 3월 12일 파리에서 열렸다. 이번 행사는 밀로스 포만이 사회를 맡았고 마이클 드러커와 제인 버킨이 사회를 맡았다. 굿바이 칠드런이 작품상을 수상했다.

## 수상 및 후보

### 작품상
- 굿바이 칠드런 - 루이 말 수상

### 여우주연상
- 사탄의 태양 아래서 - 샌드린 보네어 수상

## 같이 보기
- 제60회 아카데미상
- 제41회 영국 아카데미 영화상